# 市川理矩
市川理矩（日语：／ Ichikawa Riku，1999年1月24日—），日本男演員，為MOON THE CHILD事務所的成員。擅長於劍道，喜歡觀賞電影﹑野球。

## 演出

### 電視劇
- 超級特派員第7話（2007年、日本電視台）飾 豆剣士
- 赤腳的小元（2007年、富士電視台）飾 實
- 炎神戰隊 第32話 （2008年、朝日電視台）飾 黒岩大
- 浅見光彦〜最終章〜 第1話（2009年10月21日、TBS）飾 宮坂伸司
- 女帝薫子 第4話（2010年5月、朝日電視台）飾 三浦
- 海螺小姐2（2010年8月8日、富士電視台）飾 中島弘
  - 海螺小姐3（2011年）
- 提早十年愛上你 第1回（2010年9月、NHK）飾 科學學生
- school!!（2011年1月16日－3月20日、富士電視台）飾 市村理矩
- 浪花少年偵探團（2012年7月－9月、TBS）飾 井上拓真
- 幽靈女友（2013年4月－6月、關西電視台）飾 中島智也
- 花燃（2015年、NHK）飾 楫取久米次郎
- 99.9 -刑事專門律師- 第二季 第5話（2018年2月11日、TBS）飾 山崎大輝
- 零一獲千金遊戲 第1話（2018年7月15日、日本電視台）
- 初戀那一天所讀的故事 第4話（2019年2月5日、TBS）
- 電影少女-VIDEO GIRL MAI 2019- 第7話（2019年5月24日、東京電視台）飾 松井直人（青年期）
- 明治開化 新十郎偵探帖 第4回（2021年1月8日、NHK BS Premium）飾 若者
- 徬徨之刃（2021年5月15日－6月26日、WOWOW）飾 菅野快兒
- 鴉色刑事組 第10話（2021年6月7日、富士電視台）飾 坂口剛
- 邁向未來的倒數10秒 第6話・第7話（2022年5月19日・26日、朝日電視台）飾 小野田浩志
- OLD ROOKIE 第3話（2022年7月17日、TBS）飾 宮本
- 警視廳強行犯係 樋口顯 Season2 第8話（2022年9月2日、東京電視台）飾 川内優
- 執行!!～狗和我和執行官～ 第8話（2023年9月5日、朝日電視台）飾 韮崎旬
- 科搜研之女 season24 第1話（2024年7月3日、朝日電視台）飾 佐藤光輝
- 微笑俄羅斯娃娃 第4話、第6話、第7話（2024年7月19日 - 8月9日、TBS）飾 加地昭宏（學生時代）
- GO HOME～警視廳身份不明人相談室～ 第7話（2024年9月7日、日本電視台）飾 杉山

### 電影
- 劇場版 假面騎士Decade 全騎士 VS 大修卡（2009年） 飾 門矢士（幼少期）
- 暗殺教室〜畢業編〜（2015年3月）饰 杉野友人
- 銚子電鐵6.4km的軌跡（2017年）飾 片瀨航平
- 啊，荒野（2017年）
- Signal100（2020年）飾 堂上真一郎
- 交換謊言日記（2023年）飾 瀨戶山的同學

### 廣告
- 日本麥當勞（2007年8月）
- 精工愛普生（2007年11月 - 2008年1月）
- 肯德基（2007年11月 - 12月）
- LION（2008年、2010年）
- 精工愛普生（2008年春）
- Oriental Land 東京迪士尼樂園（2010年1月 - 2月）
- 科樂美（2010年11月）

## 外部連結
- 市川理矩所屬的事務所
- 市川理矩的X（前Twitter）
- 市川理矩的Instagram帳戶